# Tomislav (pivo)
Tomislav je crno pivo koje proizvodi Zagrebačka pivovara, ↓1 a prepoznatljivo je kao crno kraljevsko pivo.
Počelo se proizvoditi 1925. godine u čast tisućite obljetnice krunidbe kralja Tomislava, po kome je dobilo ime. Posebnost ovog piva je što se proizvodi od preprženog ječmenog slada bez aditiva. Tomislav je, po količini alkohola (7,3%), najjače industrijski proizvedeno pivo proizvedeno u Republici Hrvatskoj. Preporuča se konzumacija kada je boca ohlađena na 8 °C.

## Sastav
- ekstrakt u osnovnoj sladovini: 17,8%
- alkohol: 7,3%
- sadrži: ječmeni slad